# Kazimir Ostrogović
Kazimir Ostrogović (Sv. Vid, na Krku, 7. travnja 1907. – Zagreb, 15. lipnja, 1965.), hrvatski arhitekt. Poznat je kao autor mnogih važnih objekata, kao što su kompleks Instituta Ruđer Bošković, zagrebačka gradska vijećnica, Fakultet strojarstva i brodogradnje, te Vila Zagorje u Zagrebu (danas Predsjednički dvori).

## Biografija
Kazimir Ostrogović rođen je 1907. u Svetom Vidu na otoku Krku. Nakon završenog Tehničkog fakulteta u Zagrebu počeo djelovati na Sušaku, Crikvenici i Malinskoj. Neka od ostvarenja razdoblja prije drugog svjetskog rata su kuća Kauzlarić na Sušaku, hotel Malin u Malinskoj, te nekoliko stambenih zgrada i vila. U projektu za naselje Vinovrh u Zagrebu, postavlja osnovu parcelacije naselja dvojnih vila bez privatnih ograđenih parcela, te krajnje racionalnu kompoziciju samostojećih kuća na padini terena.
U djelovanju ZAVNOH-a Ostrogović je zauzimao zapaženo mjesto. Nakon što je pušten iz riječkoga zatvora, 1943. odlazi u partizane, gdje je u početku tehnički referent, a od 1944. i predstojnik Tehničkog odjela ZAVNOH-a. Od 1944. do 1946. načelnik je saveznog Ministarstva građevinarstva. Uz Ostrogovića u Tehničkom su odjelu bili arhitekti: Nikola Brozina, kao rukovodilac odjela za tehničke radove, Žarko Vincek, Đuro Galeković i Boris Strmac. Tijekom kolovoza Ostrogović sastavlja program rada Odjela, čiji djelokrug »na oslobođenom i neoslobođenom teritoriju« obuhvaća: arhitekturu (regulacije sela, naselja, gradova, gospodarsko graditeljstvo i izgradnju popaljenih kuća), geodeziju, elektrifikaciju, brodarstvo i strojarstvo. »Danas se na oslobođenoj teritoriji«, piše Ostrogović u jednom izvješću »postavljaju sljedeći zadaci: izgradnja zemunica, pomoć u organizaciji i inicijativi na izgradnji popaljenih kuća, suradnja u proizvodnji, naročito u proizvodnji građevnog materijala... podizanje stručnih kadrova, uposlenje i stavljanje pod kontrolu NOO-a stručnjaka na neoslobođenoj teritoriji...«.
Nakon rata, Ostrogović nastavlja rad temeljeći se na tradiciji moderne arhitekture i duhu novoga vremena. U tom periodu sudjeluje u nizu velikih poslijeratnih natječaja koji su trebali afirmirati novu državu i novi društveni sustav prema tada aktualnom sovjetskom modelu. No, za razliku od svojih kolega, velikih imena hrvatske moderne, Ostrogović nije udovoljio zahtjevima vlasti za monumentalizmom i reprezenativnošću, već je zadržao dignitet svoga modernističkog stava. Neki projekti iz tog razdoblja su: Zagrebačka gradska vijećnica, Institut Ruđer Bošković, banka u Paromlinskoj te, uz suautorstvo Vjenceslava Richtera, Vila "Zagorje" (iz 1965.) nekadašnja zagrebačka rezidencija Josipa Broza Tita, a danas službeni prostor predsjednika Republike Hrvatske. Od 1951. godine sa suprugom Božicom vodio je arhitektonski biro u Zagrebu, a napisao je i više stručnih članaka.
Ostrogovićev likovni izraz koristi čiste i jednostavne konstrukcije. Kao arhitekt, dobro poznaje materijale te se koristi i tradicionalnim i suvremenim materijalima, uklapajući ih u svoje ideje na čist, jednostavan i dobro odmjeren način zbog čega i danas one odišu duhom moderne i na tradiciji izgrađene arhitekture.

## Ostvarenja
Neka istaknutija ostvarenja u brojnom Ostrogovićevom opusu su:
- Zgrada Instituta Ruđer Bošković
- zgrada Riječke banke u Rijeci
- Fakultet strojarstva i brodogradnje u Zagrebu
- Zagrebačka gradska vijećnica
- Banka u Paromlinskoj (danas zgrada Zagrebačke banke)
- zgrada Centralnog komiteta Komunističke Partije 1947.
- velika opera u Beogradu 1947. - prva nagrada
- zgrada savezne Vlade 1947.
- Vila "Zagorje" u Zagrebu (1965.)
- ljetno kino na Tuškancu u Zagrebu

Te više stambenih zgrada u Zagrebu, Rijeci, Puli, Šibeniku, Plaškom i Plitvicama.

## Vanjske poveznice
- Ostrogović, Kazimir Hrvatska tehnička enciklopedija, portal hrvatske tehničke baštine. LZMK